# 6 Hours of Shanghai 2018

Tor Shanghai International Circuit

6 Hours of Shanghai 2018 – długodystansowy wyścig samochodowy, który odbył się 18 listopada 2018 roku. Był on piątą rundą sezonu 2018/2019 serii FIA World Endurance Championship.

## Harmonogram
| Dzień                   | Godzina | Sesja                             | Długość  |
| ----------------------- | ------- | --------------------------------- | -------- |
| Piątek, 16 listopada    | 11:00   | Pierwsza sesja treningowa         | 90 minut |
| Piątek, 16 listopada    | 15:30   | Druga sesja treningowa            | 90 minut |
| Sobota, 17 listopada    | 9:50    | Trzecia sesja treningowa          | 60 minut |
| Sobota, 17 listopada    | 14:00   | Kwalifikacje LMGTE Pro i LMGTE Am | 20 minut |
| Sobota, 17 listopada    | 14:30   | Kwalifikacje LMP1 i LMP2          | 20 minut |
| Niedziela, 18 listopada | 11:00   | Wyścig                            | 6 godzin |
| Źródło                  |         |                                   |          |

## Sesje treningowe
| Klasa          | Zespół                    | Samochód                 | Czas           | Okr.           |
| Sesja pierwsza | Sesja pierwsza            | Sesja pierwsza           | Sesja pierwsza | Sesja pierwsza |
| -------------- | ------------------------- | ------------------------ | -------------- | -------------- |
| LMP1           | #8 Toyota Gazoo Racing    | Toyota TS050 Hybrid      | 1:54,768       | 39             |
| LMP2           | #37 Jackie Chan DC Racing | Oreca 07                 | 2:02,923       | 30             |
| LMGTE Pro      | #81 BMW Team MTEK         | BMW M8 GTE               | 2:09,830       | 29             |
| LMGTE Am       | #90 TF Sport              | Aston Martin Vantage GTE | 2:11,764       | 32             |
| Sesja druga    |                           |                          |                |                |
| LMP1           | #7 Toyota Gazoo Racing    | Toyota TS050 Hybrid      | 2:02,259       | 32             |
| LMP2           | #37 Jackie Chan DC Racing | Oreca 07                 | 2:10,869       | 31             |
| LMGTE Pro      | #51 AF Corse              | Ferrari 488 GTE Evo      | 2:14,315       | 26             |
| LMGTE Am       | #54 Spirit of Race        | Ferrari F488 GTE         | 2:16,835       | 31             |
| Sesja trzecia  |                           |                          |                |                |
| LMP1           | #1 Rebellion Racing       | Rebellion R13            | 1:45,137       | 27             |
| LMP2           | #31 DragonSpeed           | Oreca 07                 | 1:50,907       | 20             |
| LMGTE Pro      | #95 Aston Martin Racing   | Aston Martin Vantage AMR | 1:59,628       | 22             |
| LMGTE Am       | #61 Clearwater Racing     | Ferrari F488 GTE         | 2:01,583       | 24             |

## Kwalifikacje
Pole position w każdej kategorii oznaczone jest pogrubieniem.
| Poz.   | Klasa     | Zespół                        | Średnia  | Strata  | Poz. s. |
| ------ | --------- | ----------------------------- | -------- | ------- | ------- |
| 1      | LMP1      | #7 Toyota Gazoo Racing        | 1:42,931 | —       | 1       |
| 2      | LMP1      | #8 Toyota Gazoo Racing        | 1:43,159 | +0,228  | 2       |
| 3      | LMP1      | #1 Rebellion Racing           | 1:43,218 | +0,287  | 3       |
| 4      | LMP1      | #17 SMP Racing                | 1:43,870 | +0,939  | 4       |
| 5      | LMP1      | #3 Rebellion Racing           | 1:44,179 | +1,248  | 5       |
| 6      | LMP1      | #10 DragonSpeed               | 1:44,612 | +1,681  | 6       |
| 7      | LMP1      | #11 SMP Racing                | 1:44,789 | +1,858  | 7       |
| 8      | LMP1      | #4 ByKolles Racing Team       | 1:46,353 | +3,422  | 8       |
| 9      | LMP2      | #38 Jackie Chan DC Racing     | 1:48,888 | +5,957  | 9       |
| 10     | LMP2      | #37 Jackie Chan DC Racing     | 1:49,138 | +6,207  | 10      |
| 11     | LMP2      | #31 DragonSpeed               | 1:49,857 | +6,926  | 11      |
| 12     | LMP2      | #36 Signatech Alpine Matmut   | 1:50,206 | +7,275  | 12      |
| 13     | LMP2      | #28 TDS Racing                | 1:51,006 | +8,075  | 13      |
| 14     | LMP2      | #29 Racing Team Nederland     | 1:51,657 | +8,726  | 14      |
| 15     | LMP2      | #50 Larbre Compétition        | 1:51,925 | +8,994  | 15      |
| 16     | LMGTE Pro | #66 Ford Chip Ganassi Team UK | 1:58,627 | +15,696 | 16      |
| 17     | LMGTE Pro | #81 BMW Team MTEK             | 1:58,874 | +15,943 | 17      |
| 18     | LMGTE Pro | #97 Aston Martin Racing       | 1:59,000 | +16,069 | 18      |
| 19     | LMGTE Pro | #92 Porsche GT Team           | 1:59,031 | +16,100 | 19      |
| 20     | LMGTE Pro | #82 BMW Team MTEK             | 1:59,055 | +16,124 | 20      |
| 21     | LMGTE Pro | #95 Aston Martin Racing       | 1:59,157 | +16,226 | 21      |
| 22     | LMGTE Pro | #67 Ford Chip Ganassi Team UK | 1:59,278 | +16,347 | 22      |
| 23     | LMGTE Pro | #91 Porsche GT Team           | 1:59,286 | +16,355 | 23      |
| 24     | LMGTE Pro | #51 AF Corse                  | 1:59,454 | +16,523 | 24      |
| 25     | LMGTE Pro | #71 AF Corse                  | 1:59,689 | +16,758 | 25      |
| 26     | LMGTE Pro | #64 Corvette Racing           | 2:00,228 | +17,297 | 26      |
| 27     | LMGTE Am  | #98 Aston Martin Racing       | 2:01,884 | +18,953 | 27      |
| 28     | LMGTE Am  | #77 Dempsey - Proton Racing   | 2:01,951 | +19,020 | 28      |
| 29     | LMGTE Am  | #54 Spirit of Race            | 2:02,090 | +19,159 | 29      |
| 30     | LMGTE Am  | #88 Dempsey - Proton Racing   | 2:02,115 | +19,184 | 30      |
| 31     | LMGTE Am  | #90 TF Sport                  | 2:02,211 | +19,280 | 31      |
| 32     | LMGTE Am  | #61 Clearwater Racing         | 2:02,400 | +19,469 | 32      |
| 33     | LMGTE Am  | #56 Team Project 1            | 2:02,429 | +19,498 | 33      |
| 34     | LMGTE Am  | #86 Gulf Racing               | 2:04,241 | +21,310 | 34      |
| 35     | LMGTE Am  | #70 MR Racing                 | 2:04,648 | +21,717 | 35      |
| Źródła |           |                               |          |         |         |

## Wyścig

### Wyniki
Minimum do bycia sklasyfikowanym (70 procent dystansu pokonanego przez zwycięzców wyścigu) wyniosło 79 okrążeń. Zwycięzcy klas są oznaczeni pogrubieniem.
| Poz.              | Klasa     | Zespół                        | Kierowcy                                                | Samochód                    | Opony | Okr. | Czas/Strata  |
| ----------------- | --------- | ----------------------------- | ------------------------------------------------------- | --------------------------- | ----- | ---- | ------------ |
| 1                 | LMP1      | #7 Toyota Gazoo Racing        | Mike Conway Kamui Kobayashi José María López            | Toyota TS050 Hybrid         | M     | 113  | 6:01:46,414  |
| 2                 | LMP1      | #8 Toyota Gazoo Racing        | Sébastien Buemi Kazuki Nakajima Fernando Alonso         | Toyota TS050 Hybrid         | M     | 113  | +1,419       |
| 3                 | LMP1      | #11 SMP Racing                | Michaił Aloszyn Witalij Pietrow Jenson Button           | BR Engineering BR1 - AER    | M     | 112  | +1 okrążenie |
| 4                 | LMP1      | #1 Rebellion Racing           | Neel Jani André Lotterer Bruno Senna                    | Rebellion R13               | M     | 112  | +1 okrążenie |
| 5                 | LMP1      | #3 Rebellion Racing           | Mathias Beche Thomas Laurent Gustavo Menezes            | Rebellion R13               | M     | 110  | +3 okrążenia |
| 6                 | LMP1      | #10 DragonSpeed               | James Allen Ben Hanley Renger van der Zande             | BR Engineering BR1 - Gibson | M     | 110  | +3 okrążenia |
| 7                 | LMGTE Pro | #95 Aston Martin Racing       | Marco Sørensen Nicki Thiim                              | Aston Martin Vantage AMR    | M     | 109  | +4 okrążenia |
| 8                 | LMP2      | #38 Jackie Chan DC Racing     | Ho-Pin Tung Gabriel Aubry Stéphane Richelmi             | Oreca 07                    | D     | 109  | +4 okrążenia |
| 9                 | LMGTE Pro | #91 Porsche GT Team           | Richard Lietz Gianmaria Bruni                           | Porsche 911 RSR             | M     | 109  | +4 okrążenia |
| 10                | LMGTE Pro | #92 Porsche GT Team           | Michael Christensen Kévin Estre                         | Porsche 911 RSR             | M     | 109  | +4 okrążenia |
| 11                | LMGTE Pro | #97 Aston Martin Racing       | Alexander Lynn Maxime Martin                            | Aston Martin Vantage AMR    | M     | 109  | +4 okrążenia |
| 12                | LMP2      | #31 DragonSpeed               | Roberto González Pastor Maldonado Anthony Davidson      | Oreca 07                    | M     | 109  | +4 okrążenia |
| 13                | LMGTE Pro | #51 AF Corse                  | Alessandro Pier Guidi James Calado                      | Ferrari 488 GTE Evo         | M     | 109  | +4 okrążenia |
| 14                | LMP2      | #36 Signatech Alpine Matmut   | Nicolas Lapierre André Negrão Pierre Thiriet            | Alpine A470                 | D     | 109  | +4 okrążenia |
| 15                | LMGTE Pro | #71 AF Corse                  | Davide Rigon Sam Bird                                   | Ferrari 488 GTE Evo         | M     | 109  | +4 okrążenia |
| 16                | LMGTE Pro | #66 Ford Chip Ganassi Team UK | Stefan Mücke Olivier Pla                                | Ford GT                     | M     | 109  | +4 okrążenia |
| 17                | LMGTE Pro | #64 Corvette Racing           | Oliver Gavin Tommy Milner                               | Chevrolet Corvette C7.R     | M     | 109  | +4 okrążenia |
| 18                | LMGTE Pro | #81 BMW Team MTEK             | Martin Tomczyk Nicky Catsburg                           | BMW M8 GTE                  | M     | 109  | +4 okrążenia |
| 19                | LMGTE Pro | #67 Ford Chip Ganassi Team UK | Andy Priaulx Harry Tincknell                            | Ford GT                     | M     | 109  | +4 okrążenia |
| 20                | LMGTE Pro | #82 BMW Team MTEK             | Tom Blomqvist António Félix da Costa                    | BMW M8 GTE                  | M     | 108  | +5 okrążeń   |
| 21                | LMGTE Am  | #77 Dempsey - Proton Racing   | Christian Ried Julien Andlauer Matt Campbell            | Porsche 911 RSR             | M     | 108  | +5 okrążeń   |
| 22                | LMGTE Am  | #56 Team Project 1            | Jörg Bergmeister Patrick Lindsey Egidio Perfetti        | Porsche 911 RSR             | M     | 108  | +5 okrążeń   |
| 23                | LMGTE Am  | #88 Dempsey - Proton Racing   | Chalid al-Kubajsi Riccardo Pera Matteo Cairoli          | Porsche 911 RSR             | M     | 108  | +5 okrążeń   |
| 24                | LMP2      | #37 Jackie Chan DC Racing     | Jazeman Jaafar Weiron Tan Nabil Jeffri                  | Oreca 07                    | D     | 108  | +5 okrążeń   |
| 25                | LMGTE Am  | #54 Spirit of Race            | Thomas Flohr Francesco Castellacci Giancarlo Fisichella | Ferrari F488 GTE            | M     | 108  | +5 okrążeń   |
| 26                | LMGTE Am  | #98 Aston Martin Racing       | Paul Dalla Lana Pedro Lamy Mathias Lauda                | Aston Martin Vantage GTE    | M     | 108  | +5 okrążeń   |
| 27                | LMGTE Am  | #70 MR Racing                 | Motoaki Ishikawa Olivier Beretta Eddie Cheever III      | Ferrari F488 GTE            | M     | 107  | +6 okrążeń   |
| 28                | LMGTE Am  | #61 Clearwater Racing         | Weng Sun Mok Keita Sawa Matthew Griffin                 | Ferrari F488 GTE            | M     | 107  | +6 okrążeń   |
| 29                | LMGTE Am  | #90 TF Sport                  | Salih Yoluç Jonathan Adam Charlie Eastwood              | Aston Martin Vantage GTE    | M     | 105  | +8 okrążeń   |
| 30                | LMGTE Am  | #86 Gulf Racing               | Michael Wainwright Benjamin Barker Thomas Preining      | Porsche 911 RSR             | M     | 100  | +13 okrążeń  |
| 31                | LMP2      | #29 Racing Team Nederland     | Frits van Eerd Giedo van der Garde Nyck de Vries        | Dallara P217                | M     | 99   | +14 okrążeń  |
| 32                | LMP2      | #50 Larbre Compétition        | Erwin Creed Romano Ricci Enzo Guibbert                  | Ligier JS P217              | M     | 75   | +38 okrążeń  |
| Niesklasyfikowani |           |                               |                                                         |                             |       |      |              |
|                   | LMP2      | #28 TDS Racing                | François Perrodo Matthieu Vaxivière Loïc Duval          | Oreca 07                    | D     | 108  |              |
|                   | LMP1      | #17 SMP Racing                | Stéphane Sarrazin Jegor Orudżew Matewos Isaakian        | BR Engineering BR1 - AER    | M     | 100  |              |
|                   | LMP1      | #4 ByKolles Racing Team       | Oliver Webb Tom Dillmann James Rossiter                 | ENSO CLM P1/01 - Nismo      | M     | 50   |              |

### Statystyki

#### Najszybsze okrążenie
| Klasa     | Kierowca            | Zespół                    | Czas     | Okr. |
| --------- | ------------------- | ------------------------- | -------- | ---- |
| LMP1      | Kazuki Nakajima     | #8 Toyota Gazoo Racing    | 2:01,381 | 90   |
| LMP2      | Nyck de Vries       | #29 Racing Team Nederland | 2:09,817 | 51   |
| LMGTE Pro | Michael Christensen | #92 Porsche GT Team       | 2:14,080 | 89   |
| LMGTE Am  | Thomas Preining     | #86 Gulf Racing           | 2:16,657 | 57   |
| Źródło    |                     |                           |          |      |